# مصطفی عشاب
مصطفی عشاب (انگلیسی: Mustapha Achab؛ زادهٔ ۲۹ سپتامبر ۱۹۶۹) بازیکن فوتبال اهل مراکش است.
وی به‌همراه تیم ملی فوتبال مراکش در بازی‌های المپیک تابستانی ۱۹۹۲ حضور داشته است.